# Roselliniopsis tropica
Roselliniopsis tropica är en lavart som beskrevs av Matzer & Hafellner 1990. Roselliniopsis tropica ingår i släktet Roselliniopsis, klassen Sordariomycetes, divisionen sporsäcksvampar och riket svampar.   Inga underarter finns listade i Catalogue of Life.